# Liste der Werke von Pipilotti Rist

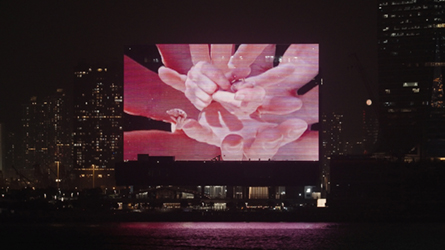
Die Installation Hand me your trust an der Fassade des Museums M+ in Hongkong (2023), eines der jüngsten Kunstwerke von Pipilotti Rist

Diese Liste enthält die Kunstwerke im öffentlichen Raum, die Audio- und Videoinstallationen sowie den Spielfilm der Schweizer Künstlerin Pipilotti Rist.

## Kunst am Bau und im öffentlichen Raum

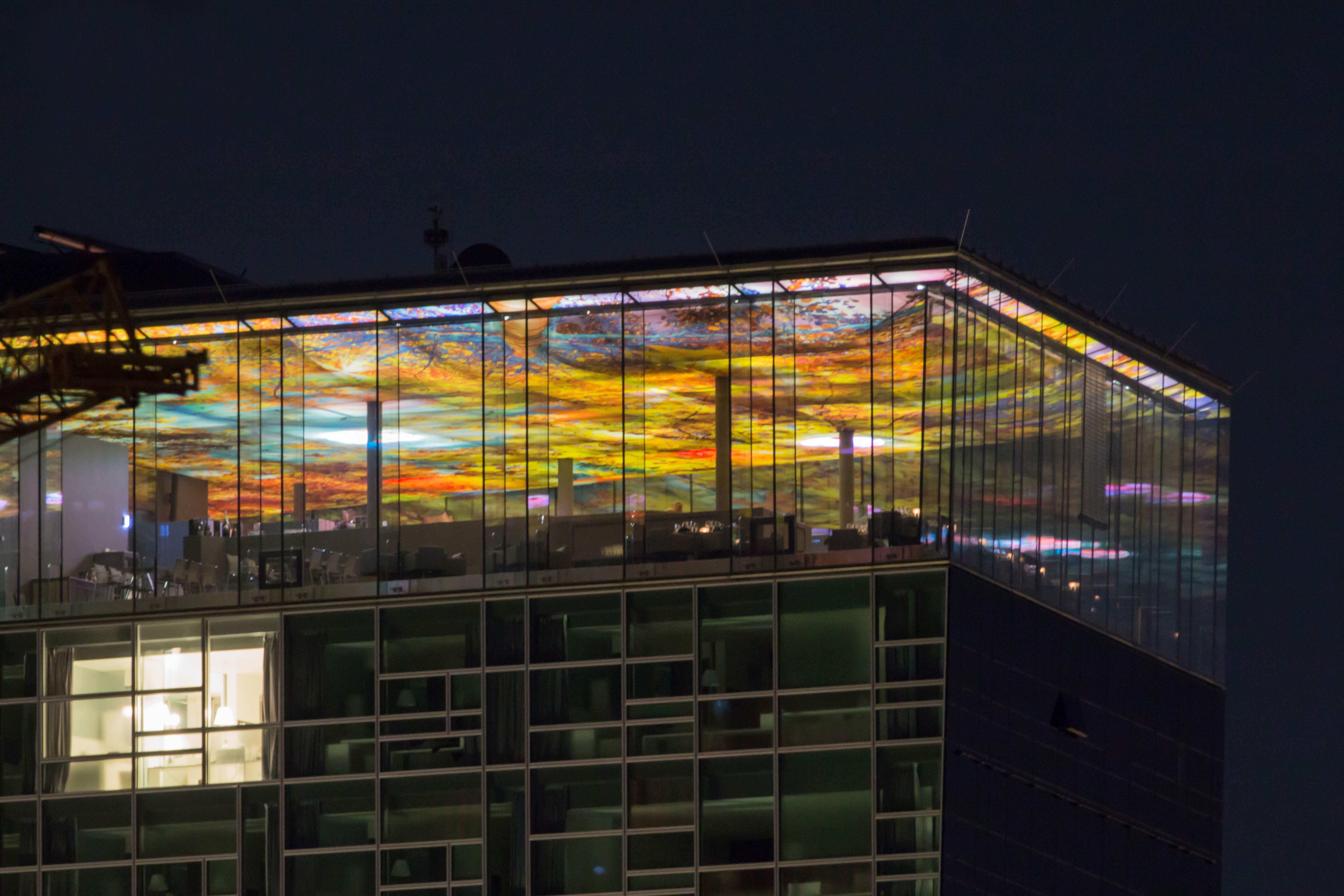
Deckeninstallation im Le Loft – Nouvel-Tower, Wien, seit 2010

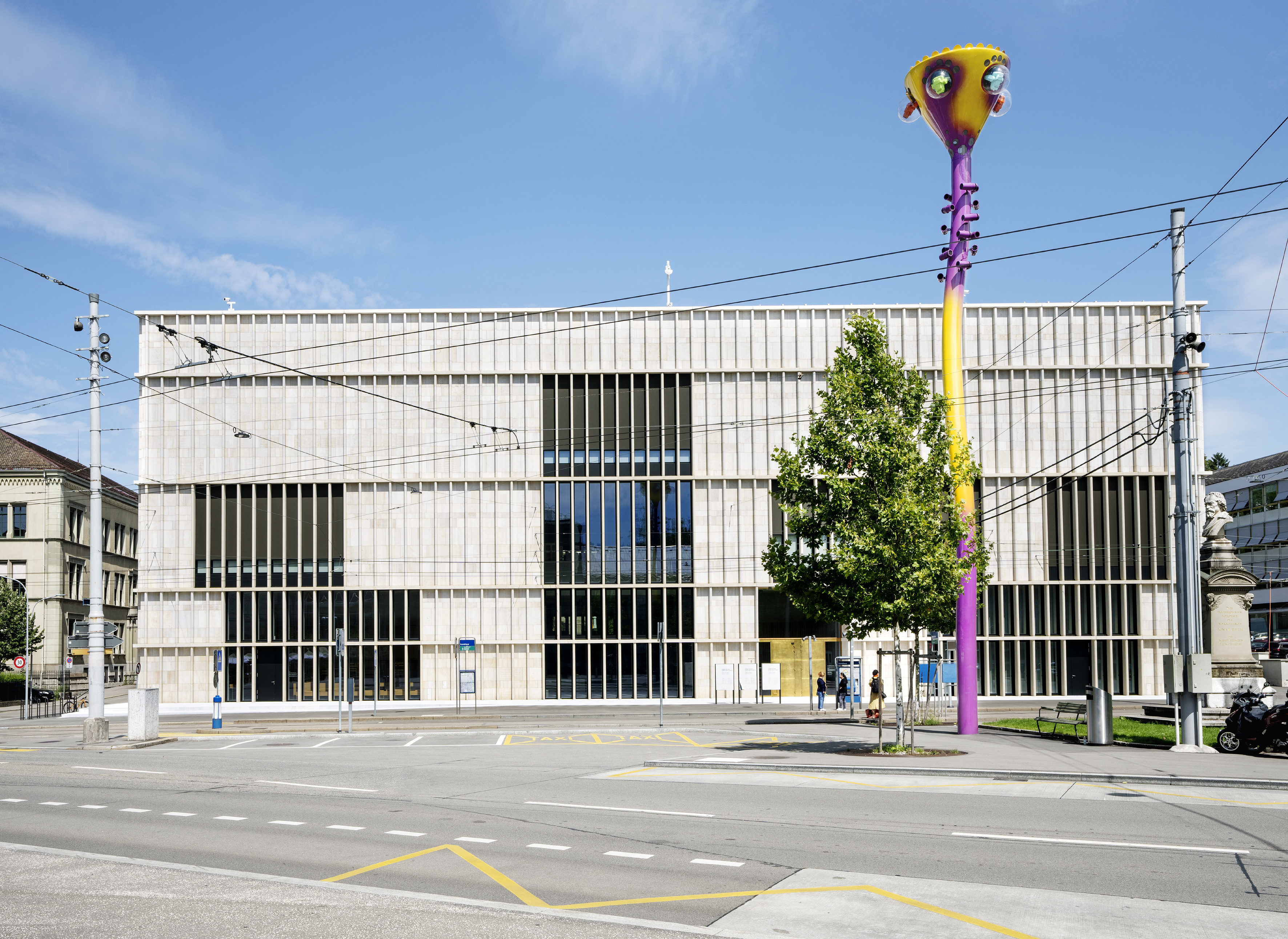
Videoinstallation Tastende Lichter, seit 2020

- Seit 1995: Flying Room: Videoprojektion auf der Decke der UBS-Eingangshalle, Buchs SG[1]
- 2000 und 2017: Open my Glade, Videoinstallation auf dem Times Square, New York[2]
- Seit 2001: Ein Blatt im Wind, Schweizerische Botschaft in Berlin[3]
- Seit 2005: Stadtlounge, Platz- und Strassengestaltung in St. Gallen, mit Carlos Martinez[4]
- Seit 2010: Deckeninstallation im Restaurant Le Loft im 18. Stock des Sofitel-Hotels (Nouvel-Tower), Wien[5]
- Seit 2014: Münsteranerin, permanente Videoinstallation im Eingangsbereich des Museums für Kunst und Kultur in Münster[6]
- Seit 2016: Monochrome Rose, Gestaltung eines Tram-Zuges in rosa, Genf[7]
- Seit 2020: Tastende Lichter, permanente Videoinstallation auf der Fassade des Kunsthauses Zürich[8]

## Audio- und Videoinstallationen

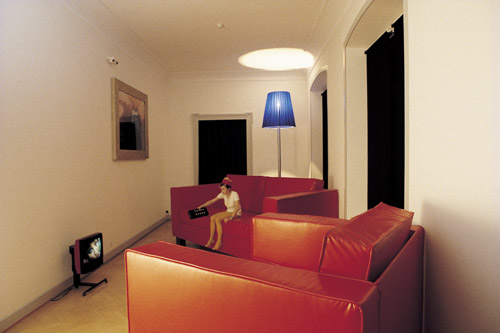
Das Zimmer, Installation (1994/2000)

- 1986: I’m Not The Girl Who Misses Much
- 1988: (Entlastungen) Pipilottis Fehler
- 1992/1999: Eine Spitze in den Westen – ein Blick in den Osten (bzw. N-S) (A Peak Into The West – A Look Into The East)
- 1992: Pickelporno
- 1993: Blutraum (Blood room)
- 1993: Eindrücke verdauen (Digesting Impressions)
- 1993: Schminktischlein mit Feedback (Little Make-Up Table With Feedback)
- 1993: TV-Lüster
- 1994/99: Cintia
- 1994/2000/2007: Das Zimmer (The Room)
- 1994: Selbstlos im Lavabad
- 1994: Yoghurt On Skin – Velvet On TV
- 1995: Search Wolken / Suche Clouds (elektronischer Heiratsantrag) (Search Wolken / Such Clouds (Electronic Marriage Proposal))

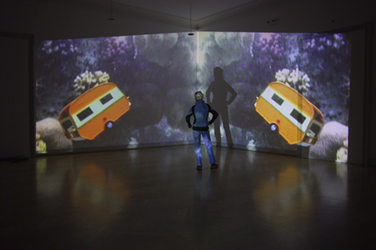
Sip My Ocean (1996), Präsentation in einer Ausstellung

- 1996: Sip My Ocean (Schlürfe meinen Ozean)
- 1997: Ever Is Over All[9]
- 1998: Blauer Leibesbrief (Blue Bodily Lettre)
- 1999/2001, 2007, 2009: Kleines Vorstadthirn (Small Suburb Brain)
- 1999: Himalaya Goldsteins Stube (Himalaya Goldstein’s Living Room)
- 2000: Öffne meine Lichtung (Open my Glade (Flatten))[10]
- 2000: Himalaya’s Sister’s Living Room
- 2000: Peeping Freedom Shutters for Olga Shapir
- 2000/2001: Supersubjektiv (Super Subjective)
- 2001/2005: Wach auf (Despierta)
- 2001: Expecting
- 2002: Der Kuchen steht in Flammen (The Cake is in Flames)
- 2003: Apfelbaum unschuldig auf dem Diamantenhügel (Apple Tree Innocent On Diamond Hill) (Manzano inocente en la colina de diamantes)
- 2004: Herz aufwühlen Herz ausspülen (Stir Heart Rinse Heart)
- 2005: Eine Freiheitsstatue für Löndön (A Liberty Statue for Löndön)
- 2005: Homo Sapiens Sapiens
- 2006: Celle selbst zu zweit, von Gutararist aka Gudrun Gut & Pipilotti Rist
- 2007: Ginas Mobile (Gina’s Mobile)
- 2008: Erleuchte (und kläre) meinen Raum (Enlight My Space )
- 2011: Cape Cod Chandelier

- 2014: Worry Will Vanish Horizon

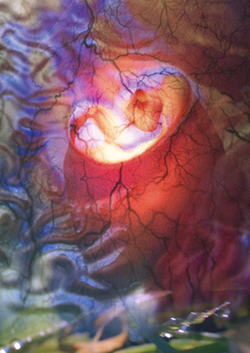
Worry Will Vanish Horizon (2014), Filmstill; Beispiel für hypnotische Bilder

- 2015: Wir verwurzeln (Seelenfarben)
- 2016: Pixelwald
- 2016: 4th Floor To Mildness
- 2017: Het Leven Verspiellen
- 2017: Caressing Dinner Circle (Tender Roundelay Family) 5er table
- 2018: Sparkling Pond, Bold-Coloured Groove& Tender Fire (Please Walk In And Let The Colors Caress You)[11]
- 2020: Fritzflasche (The Bottle of Fritz)[12]
- 2020: Pingpong Met Solen (Pingpong With the Sun)
- 2020: Double Big Respect to Takaezu Toshiko
- 2022: Visual Cortex Dolomites
- 2023: Hand Me Your Trust
- 2023: Big Skin
- 2023: Welling Carpet Works
- 2023: Peeping Freedom Shutters
- 2024: Bauchhöhle überfliegt Staumauer
- 2025: Pixelwald Wisera, Kunsthalle Bremen

## Spielfilm
- 2009: Pepperminta